# 꿀키
꿀키(본명: 이다경)는 요리를 주요 콘텐츠로 활동하는 대한민국 유튜버이다. 쉽게 따라하며 만들어 볼 수 있는 간단한 요리부터, 디저트, 영화 속 요리를 재현하는 과정 등을 영상으로 제작하여 업로드하고 있으며, 음식과 함께 하는 일상적인 모습을 브이로그 형식으로 업로드하기도 한다. 2011년부터 네이버 블로그를 통해 요리 과정을 올리기 시작했고, 2013년 11월 24일 유튜브 채널 꿀키 honeykki를 개설하여 유튜브 활동을 시작했다. 현재는 블로그 활동보다는 유튜브에 집중하고 있다. 2019년 5월 현재 유튜브 채널의 구독자 수 171만 명으로,  한국 유튜브 채널 중 106위에 올라있다.

## 활동
- 2013년 11월 24일 유튜브 채널 개설
- 2016년 5월 《쿨키의 밥상》 출간
- 2018년 2월 유튜브 구독자 100만 명 달성 - 유튜브 골드 플레이버튼 수상